# ۲۰۱ (میلادی)
۲۰۱ (میلادی) دویست و یکمین سال تقویم میلادی است.

## زادگان
- دقیانوس، امپراتور روم

## درگذشتگان
‎